# 東田川郡

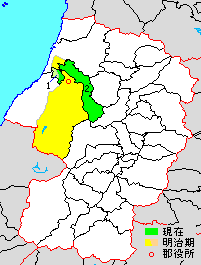
山形県東田川郡の範囲（1.三川町 2.庄内町 薄緑：後に他郡から編入した区域）

東田川郡（ひがしたがわぐん）は、山形県の郡。
人口25,620人、面積282.39km²、人口密度90.7人/km²。（2025年4月1日、推計人口）
以下の2町を含む。
- 三川町（みかわまち）
- 庄内町（しょうないまち）

## 郡域
1878年（明治11年）に行政区画として発足した当時の郡域は、下記の区域にあたる。
- 鶴岡市の一部（鶴岡市街の南東の一部[注 1]および民田、高坂、青龍寺、滝沢、上山谷、谷定、板井川、熊出、本郷、松沢、倉沢、荒沢以東）
- 酒田市の一部（丸沼・新堀・落野目・板戸・木川・門田・局・大淵・広野・広野新田・福岡・広栄町および錦町の一部）
- 三川町の一部（赤川以東）
- 庄内町の全域

## 歴史

### 郡発足までの沿革
- 幕末時点では出羽国に所属した。「旧高旧領取調帳」に記載されている明治初年時点での、田川郡のうち後の本郡域の支配は以下の通り。（262村）

| 知行   | 知行           | 明治2年9月     | 村数  | 村名 |
| ------ | -------------- | -------------- | ----- | --- |
| 藩領   | 出羽鶴岡藩     | 大泉藩         | 165村 | 高坂村、青竜寺村、赤坂村、滝沢村、山谷村、金谷村、中臼井村、谷定村、湯殿村、板井川村、大臼井村、西荒屋村（現・鶴岡市西荒屋）、関口村、中村（現・鶴岡市中田）、上山添村、鳥飼島村、川口村、高橋村、漆原村、下中島村、折橋村、下外内島村、民田村、藤原村、上中島村、信州村、上外内島村、片貝村、東荒屋村、興屋村（現・鶴岡市西片屋）、西岩本村、藤掛村、稲荷村、上桂俣村、下桂俣村、勝福寺村、川村、我老林村、伊勢横内村、八ツ興屋村、苗津村、斎藤川原村、熊出村、大針村、本郷村、小綱木村、砂川村、大鳥村、川上村、行沢村、仙納村、荒沢村、上名川村、下名川村、大平村、倉沢村、松沢村、大網村、下田沢村、上田沢村、越中山村、田麦俣村、黒川村、東岩本村、松根村、宝谷村、馬渡村、たらのき代村、田代村、高寺村、後田村、昼田村、中島村、西川原村、東川原村、松尾村、赤川村、石野新田村、中野新田村、猪俣新田村、丸岡村、備前村、備前荒屋敷村、塩田村、大半田村、助川村、砂塚村、堤野村、横内村、竹原田村、加藤村、新屋敷村、上藤島村、東渡前村、西渡前村、三ツ橋村、狩谷野目村、鎌田村、仙道村、西荒川村、東荒川村、野田村、富沢村、柳久瀬村、荒俣村、幕野内村、平形村、横川村、菱沼村、小尺村、藤島村、横山村、下七曲村、上七曲村、関根村、四ツ興屋村、無音村、西荒屋村（現・鶴岡市藤岡）、越後京田村、楪村、古郡村、野田目村、押口村、細谷村、幕野内新田村、横川新田村、箕升新田村、上土口村、下土口村、押切新田村、上野新田村、和名川村、須走村、小中島村、十文字村、長沼村、落野目村、川代村、真木坂村、野荒町村、外野村、国見村、坂ノ下村、中里村、町屋村、金森目村、川行村、谷地興屋村、田屋村、下中野目村、柏谷沢村、増川新田村、大川渡村、上中野目村、蛸井興屋村、平足村、川尻村、東堀越村、市野山村、大口村、中村（現・鶴岡市羽黒町小増川）、谷地楯村、興屋村（現・鶴岡市羽黒町染興屋）、瀬場村、勝浦村、浦村、法木村 |
| 藩領   | 出羽鶴岡藩     | 酒田県         | 85村  | 福岡村、大淵村、広野新田村、奥井新田村、興屋村（現・酒田市）、狩川村、貢地目村、今新町村、南野村、手向村、跡村、清川村、添川村、科沢村、肝煎村、立谷沢村（第1次）、東興屋村、大中島村、西興屋村、榎木村、門田村、久田村、新堀村、三ヶ沢村、添津村、荒鍋新田村、古関村、千本杉村、中島村、吉田村、反町村、三ツ口村、新田目村、本小野方村、桑田村、小真木村、福島村、前田野目村、赤淵新田村、主殿新田村、吉方村、近江新田村、生田新田村、沢新田村、市郎右衛門新田、川原新田村、須部野新田、吉岡村、関根村、落合村、宮曽根村、福原村、提興屋村、平岡村、遊摺部村、西野村、板戸村、中野村、南野新田村、鷺畑村、千河原村、局村、杉浦村、家居新田村、町村、興野村（現・庄内町）、南口村、朝丸村、茗荷瀬村、払田村、常万村、西小野方村、大野村、境興野村、高田麦村、南興野村、槇島村、堀場村、丸沼村、廿六木村、落野目村、大宮村、木川村、深川村 |
| 藩領   | 出羽松山藩     | 松嶺藩         | 9村   | 八色木村、西袋村、田谷村、廻館村、三本柳村、荒興屋村、境新田村、柴野村、島田村 |
| 藩領   | 鶴岡藩・松山藩 | 酒田県・松嶺藩 | 2村   | 下山添村、余目新田村 |
| その他 | 寺社領         | 酒田県         | 1村   | 村杉番村 |

- 慶応4年
  - 9月29日（1868年11月13日） - 戊辰戦争後の処分により、鶴岡藩領が酒田民政局の管轄となる。
- 明治元年
  - 12月7日（1869年1月19日） - 出羽国が分割され、田川郡は羽前国の所属となる。
  - 12月15日（1869年1月27日） - 鶴岡藩・松山藩が減封。鶴岡藩は会津藩に転封（実行されず）。
- 明治2年
  - 6月22日（1869年7月30日）
    - 鶴岡藩が磐城平藩に転封（実行されず）。
    - 松山藩が改称して松嶺藩となる。

  - 7月25日（1869年9月1日） - 鶴岡藩が鶴岡に復帰。
  - 7月26日（1869年9月2日） - 酒田県（第1次）が発足し、寺社領および旧・鶴岡藩領の一部を管轄（管轄は上表参照）。
  - 9月13日（1869年10月17日） - 鶴岡藩が改称して大泉藩となる。
- 明治3年
  - 飛島の3村（勝浦村・浦村・法木村）が酒田県の管轄となる[1]。
  - 9月28日（1870年10月22日） - 酒田県（第1次）が県庁移転・改称して山形県となる[2]。
- 明治4年
  - 7月14日（1871年8月19日） - 廃藩置県により藩領が大泉県、松嶺県となる。
  - 11月2日（1871年12月13日） - 第1次府県統合により全域が酒田県（第2次）の管轄となる。
- 明治8年（1875年）8月31日 - 酒田県（第2次）が県庁移転・改称して鶴岡県となる。
- 明治9年（1876年）
  - 8月21日 - 第2次府県統合により山形県の管轄となる。
  - 下記の町村の統合が行われる。（200村）

- 常盤木村 ← 中臼井村、湯殿村、大臼井村、関口村、高橋村
- 寿村 ← 川口村、漆原村、塩田村
- 中橋村 ← 下中島村、折橋村、上中島村
- 外内島村 ← 下外内島村、信州村、上外内島村
- 遠賀原村 ← 藤原村、稲荷村
- 西片屋村 ← 片貝村、興屋村（現・鶴岡市西片屋）、西岩本村
- 桂荒俣村 ← 上桂俣村、下桂俣村、備前荒屋敷村
- 渡前村 ← 東渡前村、西渡前村
- 三和村 ← 下七曲村、上七曲村、四ツ興屋村
- 土口村 ← 上土口村、下土口村
- 玉川村 ← 国見村、村杉番村
- 小増川村 ← 中村（現・鶴岡市羽黒町小増川）、谷地楯村
- 立谷沢村（第2次） ← 大中島村、市郎右衛門新田、瀬場村
- 返吉村 ← 吉田村、反町村
- 家根合村 ← 関根村、落合村、家居新田村
- 余目村 ← 町村、興野村（現・庄内町）、南口村、朝丸村
- 荒川村 ← 鎌田村、東荒川村、西荒川村
- 堀野村 ← 堀場村、柴野村
- 赤坂村が高坂村に合併。
- 藤掛村が勝福寺村に合併。
- 川村が苗津村に合併。
- 小綱木村が本郷村に合併。
- 川上村が大針村に合併。
- 仙納村が倉沢村に合併。

- 大平村が下田沢村に合併。
- 中島村が後田村に合併。
- 西川原村・東川原村が松尾村に合併。
- 押口村が細谷村に合併。
- 幕野内新田村が堤野村に合併。
- 真木坂村が川代村に合併。
- 田屋村が町屋村に合併。
- 奥井新田村・興屋村（現・酒田市）が広野新田村に合併。
- 貢地目村・今新町村・東興屋村・西興屋村・荒鍋新田村が狩川村に合併。
- 立谷沢村（第1次）・川原新田村・須部野新田が肝煎村に合併。
- 久田村が門田村に合併。
- 三ツ口村が新田目村に合併。
- 生田新田村が吉岡村に合併。
- 三本柳村・荒興屋村が廻館村に合併。
- 境新田村が余目新田村に合併。
- 飽海郡田尻村が提興屋村に合併。
- 山谷村が上山谷村に改称。
- 西荒屋村（現・鶴岡市藤岡）が藤岡村に改称。
- 中村（現・鶴岡市中田）が中田村に改称。
- 落野目村が豊栄村に改称。
- 興屋村（現・鶴岡市羽黒町染興屋）が染興屋村に改称。
- 中島村が京島村に改称。
- 小真木村が大真木村に改称。
- 外野村が戸野村に改称。

- 明治10年（1877年）5月13日 - 十文字村が長沼村に合併する[5]。（197村）

### 郡発足以降の沿革
- 明治11年（1878年）（194村）
  - 11月1日 - 郡区町村編制法の山形県での施行により、田川郡のうち藤島村ほかに行政区画としての東田川郡が発足。郡役所が藤島村に設置[12]。
  - 柏谷沢村[13]・遊摺部村[14]・大宮村[15]・勝浦村[16]・浦村[17]・法木村[18]の所属郡が飽海郡に変更。
  - 飽海郡小出新田村の所属郡が本郡に変更[注 13]。

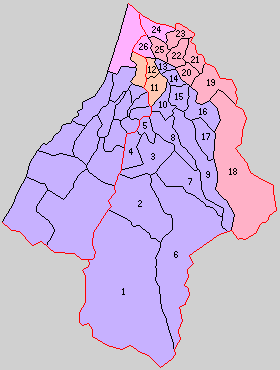
1.大泉村 2.本郷村 3.山添村 4.黄金村 5.斎村 6.東村 7.黒川村 8.広瀬村 9.泉村 10.渡前村 11.横山村 12.押切村 13.長沼村 14.八栄島村 15.藤島村 16.東栄村 17.手向村 18.立谷沢村 19.狩川村 20.十六合村 21.大和村 22.五七里村 23.余目村 24.新堀村 25.栄村 26.広野村（紫：鶴岡市 桃：酒田市 橙：三川町 赤：庄内町）

- 明治22年（1889年）4月1日 - 町村制の施行により以下の町村が発足。特記以外は現・鶴岡市。（26村）
  - 大泉村 ← 大鳥村、荒沢村、上田沢村、下田沢村、倉沢村、松沢村[21]
  - 本郷村 ← 大針村、砂川村、行沢村、本郷村、上名川村、下名川村、熊出村[21]
  - 山添村 ← 板井川村、西片屋村、東荒屋村、西荒屋村、常盤木村、備前村、丸岡村、中田村、桂荒俣村、上山添村、下山添村、鳥飼島村、寿村［一部］[21]
  - 黄金村 ← 谷定村、金谷村、滝沢村、寿村［大部分］、青竜寺村、上山谷村、中橋村、民田村、高坂村[21]
  - 斎村 ← 勝福寺村、我老林村、斎藤川原村、伊勢横内村、苗津村、八ツ興屋村、遠賀原村、外内島村[21]
  - 東村 ← 田麦俣村、大網村、越中山村、中野新田村、東岩本村
  - 黒川村 ← 黒川村、宝谷村、たらのき代村[注 5]、田代村、馬渡村［上］、松根村[22]
  - 広瀬村 ← 上野新田村、猪俣新田村、高寺村、後田村、馬渡村［下］、松尾村、赤川村、細谷村、三ツ橋村、狩谷野目村、石野新田村、富沢村、昼田村[23]
  - 泉村 ← 仙道村、野田村、増川新田村、川代村、玉川村、大口村、市野山村、戸野村、野荒町村、荒川村、町屋村、金森目村、小増川村、染興屋村、川行村、中里村[24]
  - 渡前村 ← 柳久瀬村、荒俣村、箕升新田村、渡前村、平形村、新屋敷村、上藤島村、和名川村、砂塚村、幕野内村、大半田村［大部分］[24]
  - 横山村 ← 助川村、堤野村、横内村、竹原田村、菱沼村、加藤村、大半田村［一部］、小尺村、横川村、横川新田村、横山村[24]（現・三川町）
  - 押切村 ← 押切新田村、土口村[24]（現・三川町）
  - 長沼村（単独村制）[24]
  - 八栄島村 ← 八色木村、豊栄村、小中島村[24]
  - 藤島村 ← 須走村、三和村、藤岡村、古郡村、大川渡村、下中野目村[注 14]、野田目村、越後京田村、谷地興屋村、藤島村[24]
  - 東栄村 ← 無音村、楪村、関根村、添川村、鷺畑村、川尻村、平足村、下中野目村[注 15]、上中野目村、蛸井興屋村、東堀越村[24]
  - 手向村（単独村制）[24]
  - 立谷沢村 ← 立谷沢村［第2次］、科沢村、肝煎村[24]（現・庄内町）
  - 狩川村 ← 添津村、狩川村、三ヶ沢村、清川村[24]（現・庄内町）
  - 十六合村 ← 主殿新田村、南野新田村、福島村、大真木村、桑田村、千本杉村、京島村、返吉村、前田野目村、新田目村、本小野方村、吉方村、中野村、南興野村、境興野村、西袋村[25]（現・庄内町）
  - 大和村 ← 古関村、沢新田村、赤淵新田村、廻館村、南野村、小出新田村、飽海郡堤新田村[注 16][27]（現・庄内町）
  - 五七里村 ← 田谷村、大野村、西小野方村、吉岡村、茗荷瀬村、払田村、島田村、近江新田村、余目新田村、常万村、堀野村、福原村[28]（現・庄内町）
  - 余目村 ← 余目村、廿六木村、提興屋村、槇島村、千河原村、平岡村、榎木村、跡村[8]（現・庄内町）
  - 新堀村 ← 丸沼村、新堀村、落野目村、板戸村、木川村、門田村［現・酒田市門田］、局村[24]（現・酒田市）
  - 栄村 ← 門田村［現・庄内町久田］、杉浦村、高田麦村、家根合村、宮曽根村、深川村、西野村[29]（現・庄内町）
  - 広野村 ← 大渕村、広野新田村、福岡村[25]（現・酒田市）
- 明治23年（1890年）10月28日 - 五七里村の一部（大野・島田・茗荷瀬・田谷・西小野方・払田・近江新田・吉岡）が分立して八栄里村が発足[30]。（27村）
- 明治24年（1891年）
  - 3月31日 - 五七里村が改称して常万村となる[30]。
  - 4月1日 - 郡制を施行。
  - 4月14日 - 狩川村の一部（清川）が分立して清川村が発足[31]。（28村）
- 大正7年（1918年）5月5日 - 余目村が町制施行して余目町となる[32]。（1町27村）
- 大正11年（1922年）5月10日 - 藤島村が町制施行して藤島町となる[33]。（2町26村）
- 大正12年（1923年）4月1日 - 郡会が廃止。郡役所は存続。
- 大正15年（1926年）7月1日 - 郡役所が廃止。以降は地域区分名称となる。
- 昭和12年（1937年）4月1日 - 狩川村が町制施行して狩川町となる[34]。（3町25村）
- 昭和29年（1954年）
  - 8月1日 - 大泉村・本郷村・東村が合併して朝日村が発足[35]。（3町23村）
  - 10月1日 - 狩川町・立谷沢村・清川村が合併して立川町が発足[36]。（3町21村）
  - 12月1日（3町10村）
    - 山添村・黒川村が合併して櫛引村が発足[37]。
    - 藤島町・長沼村・八栄島村・東栄村が合併し、改めて藤島町が発足[38]。
    - 余目町・大和村・十六合村・常万村・栄村・八栄里村が合併し、改めて余目町が発足[39]。
    - 新堀村・広野村が酒田市に編入[40]。
- 昭和30年（1955年）
  - 1月1日 - 横山村・押切村が西田川郡東郷村と合併して三川村が発足[41]。（3町9村）
  - 1月10日 - 渡前村が藤島町に編入[42]。（3町8村）
  - 2月1日 - 広瀬村・泉村・手向村が合併して羽黒町が発足[37]。（4町5村）
  - 4月1日 - 黄金村・斎村が鶴岡市に編入[40]。（4町3村）
- 昭和31年（1956年）1月1日 - 余目町の一部（千本杉・桑田）が立川町に編入[43]。
- 昭和41年（1966年）12月1日 - 櫛引村が町制施行して櫛引町となる[44]。（5町2村）
- 昭和43年（1968年）6月1日 - 三川村が町制施行して三川町となる[45]。（6町1村）
- 平成17年（2005年）
  - 7月1日 - 余目町・立川町が合併して庄内町が発足[36]。（5町1村）
  - 10月1日 - 藤島町・羽黒町・櫛引町・朝日村が鶴岡市および西田川郡温海町と合併し、改めて鶴岡市が発足、郡より離脱[46]。（2町）

### 変遷表
| 明治以前           | 明治以前         | 明治初年 - 明治22年      | 明治22年 4月1日 町村制施行 | 明治22年 - 明治45年            | 大正元年 - 昭和20年         | 昭和21年 - 昭和30年          | 昭和31年 - 昭和64年          | 平成元年 - 現在              | 現在   |
| ------------------ | ---------------- | ------------------------ | -------------------------- | ------------------------------ | --------------------------- | ---------------------------- | ---------------------------- | ---------------------------- | ------ |
| 広野新田村         | 広野新田村       | 明治9年 広野新田村       | 広野村                     | 広野村                         | 広野村                      | 昭和29年12月1日 酒田市に編入 | 酒田市                       | 平成17年11月1日 酒田市       | 酒田市 |
| 奥井新田村         |                  | 明治9年 広野新田村       | 広野村                     | 広野村                         | 広野村                      | 昭和29年12月1日 酒田市に編入 | 酒田市                       | 平成17年11月1日 酒田市       | 酒田市 |
| 興屋村             |                  | 明治9年 広野新田村       | 広野村                     | 広野村                         | 広野村                      | 昭和29年12月1日 酒田市に編入 | 酒田市                       | 平成17年11月1日 酒田市       | 酒田市 |
| 大渕村             | 大渕村           | 大渕村                   | 広野村                     | 広野村                         | 広野村                      | 昭和29年12月1日 酒田市に編入 | 酒田市                       | 平成17年11月1日 酒田市       | 酒田市 |
| 福岡村             | 福岡村           | 福岡村                   | 広野村                     | 広野村                         | 広野村                      | 昭和29年12月1日 酒田市に編入 | 酒田市                       | 平成17年11月1日 酒田市       | 酒田市 |
| 丸沼村             | 丸沼村           | 丸沼村                   | 新堀村                     | 新堀村                         | 新堀村                      | 昭和29年12月1日 酒田市に編入 | 酒田市                       | 平成17年11月1日 酒田市       | 酒田市 |
| 新堀村             | 新堀村           | 新堀村                   | 新堀村                     | 新堀村                         | 新堀村                      | 昭和29年12月1日 酒田市に編入 | 酒田市                       | 平成17年11月1日 酒田市       | 酒田市 |
| 落野目村           | 落野目村         | 落野目村                 | 新堀村                     | 新堀村                         | 新堀村                      | 昭和29年12月1日 酒田市に編入 | 酒田市                       | 平成17年11月1日 酒田市       | 酒田市 |
| 板戸村             | 板戸村           | 板戸村                   | 新堀村                     | 新堀村                         | 新堀村                      | 昭和29年12月1日 酒田市に編入 | 酒田市                       | 平成17年11月1日 酒田市       | 酒田市 |
| 木川村             | 木川村           | 木川村                   | 新堀村                     | 新堀村                         | 新堀村                      | 昭和29年12月1日 酒田市に編入 | 酒田市                       | 平成17年11月1日 酒田市       | 酒田市 |
| 局村               | 局村             | 局村                     | 新堀村                     | 新堀村                         | 新堀村                      | 昭和29年12月1日 酒田市に編入 | 酒田市                       | 平成17年11月1日 酒田市       | 酒田市 |
| 門田村             | 門田村           | 明治9年 門田村           | 新堀村                     | 新堀村                         | 新堀村                      | 昭和29年12月1日 酒田市に編入 | 酒田市                       | 平成17年11月1日 酒田市       | 酒田市 |
| 久田村             | 久田村           | 明治9年 門田村           | 栄村                       | 栄村                           | 栄村                        | 昭和29年12月1日 余目町       | 余目町                       | 平成17年7月1日 庄内町        | 庄内町 |
| 杉浦村             | 杉浦村           | 杉浦村                   | 栄村                       | 栄村                           | 栄村                        | 昭和29年12月1日 余目町       | 余目町                       | 平成17年7月1日 庄内町        | 庄内町 |
| 高田麦村           | 高田麦村         | 高田麦村                 | 栄村                       | 栄村                           | 栄村                        | 昭和29年12月1日 余目町       | 余目町                       | 平成17年7月1日 庄内町        | 庄内町 |
| 関根村             | 関根村           | 明治9年 家根合村         | 栄村                       | 栄村                           | 栄村                        | 昭和29年12月1日 余目町       | 余目町                       | 平成17年7月1日 庄内町        | 庄内町 |
| 落合村             |                  | 明治9年 家根合村         | 栄村                       | 栄村                           | 栄村                        | 昭和29年12月1日 余目町       | 余目町                       | 平成17年7月1日 庄内町        | 庄内町 |
| 家居新田村         |                  | 明治9年 家根合村         | 栄村                       | 栄村                           | 栄村                        | 昭和29年12月1日 余目町       | 余目町                       | 平成17年7月1日 庄内町        | 庄内町 |
| 宮曽根村           | 宮曽根村         | 宮曽根村                 | 栄村                       | 栄村                           | 栄村                        | 昭和29年12月1日 余目町       | 余目町                       | 平成17年7月1日 庄内町        | 庄内町 |
| 深川村             | 深川村           | 深川村                   | 栄村                       | 栄村                           | 栄村                        | 昭和29年12月1日 余目町       | 余目町                       | 平成17年7月1日 庄内町        | 庄内町 |
| 西野村             | 西野村           | 西野村                   | 栄村                       | 栄村                           | 栄村                        | 昭和29年12月1日 余目町       | 余目町                       | 平成17年7月1日 庄内町        | 庄内町 |
| 町村               | 町村             | 明治9年 余目村           | 余目村                     | 余目村                         | 大正7年5月5日 町制 余目町   | 昭和29年12月1日 余目町       | 余目町                       | 平成17年7月1日 庄内町        | 庄内町 |
| 興野村             |                  | 明治9年 余目村           | 余目村                     | 余目村                         | 大正7年5月5日 町制 余目町   | 昭和29年12月1日 余目町       | 余目町                       | 平成17年7月1日 庄内町        | 庄内町 |
| 南口村             |                  | 明治9年 余目村           | 余目村                     | 余目村                         | 大正7年5月5日 町制 余目町   | 昭和29年12月1日 余目町       | 余目町                       | 平成17年7月1日 庄内町        | 庄内町 |
| 朝丸村             |                  | 明治9年 余目村           | 余目村                     | 余目村                         | 大正7年5月5日 町制 余目町   | 昭和29年12月1日 余目町       | 余目町                       | 平成17年7月1日 庄内町        | 庄内町 |
| 廿六木村           | 廿六木村         | 廿六木村                 | 余目村                     | 余目村                         | 大正7年5月5日 町制 余目町   | 昭和29年12月1日 余目町       | 余目町                       | 平成17年7月1日 庄内町        | 庄内町 |
| 槇島村             | 槇島村           | 槇島村                   | 余目村                     | 余目村                         | 大正7年5月5日 町制 余目町   | 昭和29年12月1日 余目町       | 余目町                       | 平成17年7月1日 庄内町        | 庄内町 |
| 千河原村           | 千河原村         | 千河原村                 | 余目村                     | 余目村                         | 大正7年5月5日 町制 余目町   | 昭和29年12月1日 余目町       | 余目町                       | 平成17年7月1日 庄内町        | 庄内町 |
| 平岡村             | 平岡村           | 平岡村                   | 余目村                     | 余目村                         | 大正7年5月5日 町制 余目町   | 昭和29年12月1日 余目町       | 余目町                       | 平成17年7月1日 庄内町        | 庄内町 |
| 榎木村             | 榎木村           | 榎木村                   | 余目村                     | 余目村                         | 大正7年5月5日 町制 余目町   | 昭和29年12月1日 余目町       | 余目町                       | 平成17年7月1日 庄内町        | 庄内町 |
| 跡村               | 跡村             | 跡村                     | 余目村                     | 余目村                         | 大正7年5月5日 町制 余目町   | 昭和29年12月1日 余目町       | 余目町                       | 平成17年7月1日 庄内町        | 庄内町 |
| 提興屋村           | 提興屋村         | 明治9年 提興屋村         | 余目村                     | 余目村                         | 大正7年5月5日 町制 余目町   | 昭和29年12月1日 余目町       | 余目町                       | 平成17年7月1日 庄内町        | 庄内町 |
| 飽海郡田尻村       |                  | 明治9年 提興屋村         | 余目村                     | 余目村                         | 大正7年5月5日 町制 余目町   | 昭和29年12月1日 余目町       | 余目町                       | 平成17年7月1日 庄内町        | 庄内町 |
| 飽海郡小出新田村   | 飽海郡小出新田村 | 明治9年 飽海郡小出新田村 | 大和村                     | 大和村                         | 大和村                      | 昭和29年12月1日 余目町       | 余目町                       | 平成17年7月1日 庄内町        | 庄内町 |
| 飽海郡した新田村   |                  | 明治9年 飽海郡小出新田村 | 大和村                     | 大和村                         | 大和村                      | 昭和29年12月1日 余目町       | 余目町                       | 平成17年7月1日 庄内町        | 庄内町 |
| 飽海郡正次郎新田村 |                  | 明治9年 飽海郡小出新田村 | 大和村                     | 大和村                         | 大和村                      | 昭和29年12月1日 余目町       | 余目町                       | 平成17年7月1日 庄内町        | 庄内町 |
| 飽海郡堤新田村     | 飽海郡堤新田村   | 飽海郡堤新田村           | 大和村                     | 大和村                         | 大和村                      | 昭和29年12月1日 余目町       | 余目町                       | 平成17年7月1日 庄内町        | 庄内町 |
| 古関村             | 古関村           | 古関村                   | 大和村                     | 大和村                         | 大和村                      | 昭和29年12月1日 余目町       | 余目町                       | 平成17年7月1日 庄内町        | 庄内町 |
| 沢新田村           | 沢新田村         | 沢新田村                 | 大和村                     | 大和村                         | 大和村                      | 昭和29年12月1日 余目町       | 余目町                       | 平成17年7月1日 庄内町        | 庄内町 |
| 赤淵新田村         | 赤淵新田村       | 赤淵新田村               | 大和村                     | 大和村                         | 大和村                      | 昭和29年12月1日 余目町       | 余目町                       | 平成17年7月1日 庄内町        | 庄内町 |
| 廻館村             | 廻館村           | 明治9年 廻館村           | 大和村                     | 大和村                         | 大和村                      | 昭和29年12月1日 余目町       | 余目町                       | 平成17年7月1日 庄内町        | 庄内町 |
| 三本柳村           |                  | 明治9年 廻館村           | 大和村                     | 大和村                         | 大和村                      | 昭和29年12月1日 余目町       | 余目町                       | 平成17年7月1日 庄内町        | 庄内町 |
| 荒興屋村           |                  | 明治9年 廻館村           | 大和村                     | 大和村                         | 大和村                      | 昭和29年12月1日 余目町       | 余目町                       | 平成17年7月1日 庄内町        | 庄内町 |
| 南野村             | 南野村           | 南野村                   | 大和村                     | 大和村                         | 大和村                      | 昭和29年12月1日 余目町       | 余目町                       | 平成17年7月1日 庄内町        | 庄内町 |
| 常万村             | 常万村           | 常万村                   | 五七里村                   | 明治24年3月31日 改称 常万村    | 常万村                      | 昭和29年12月1日 余目町       | 余目町                       | 平成17年7月1日 庄内町        | 庄内町 |
| 余目新田村         | 余目新田村       | 明治9年 余目新田村       | 五七里村                   | 明治24年3月31日 改称 常万村    | 常万村                      | 昭和29年12月1日 余目町       | 余目町                       | 平成17年7月1日 庄内町        | 庄内町 |
| 境新田村           |                  | 明治9年 余目新田村       | 五七里村                   | 明治24年3月31日 改称 常万村    | 常万村                      | 昭和29年12月1日 余目町       | 余目町                       | 平成17年7月1日 庄内町        | 庄内町 |
| 堀場村             | 堀場村           | 明治9年 堀野村           | 五七里村                   | 明治24年3月31日 改称 常万村    | 常万村                      | 昭和29年12月1日 余目町       | 余目町                       | 平成17年7月1日 庄内町        | 庄内町 |
| 柴野村             |                  | 明治9年 堀野村           | 五七里村                   | 明治24年3月31日 改称 常万村    | 常万村                      | 昭和29年12月1日 余目町       | 余目町                       | 平成17年7月1日 庄内町        | 庄内町 |
| 福原村             | 福原村           | 福原村                   | 五七里村                   | 明治24年3月31日 改称 常万村    | 常万村                      | 昭和29年12月1日 余目町       | 余目町                       | 平成17年7月1日 庄内町        | 庄内町 |
| 田谷村             | 田谷村           | 田谷村                   | 五七里村                   | 明治23年10月28日 分立 八栄里村 | 八栄里村                    | 昭和29年12月1日 余目町       | 余目町                       | 平成17年7月1日 庄内町        | 庄内町 |
| 大野村             | 大野村           | 大野村                   | 五七里村                   | 明治23年10月28日 分立 八栄里村 | 八栄里村                    | 昭和29年12月1日 余目町       | 余目町                       | 平成17年7月1日 庄内町        | 庄内町 |
| 西小野方村         | 西小野方村       | 西小野方村               | 五七里村                   | 明治23年10月28日 分立 八栄里村 | 八栄里村                    | 昭和29年12月1日 余目町       | 余目町                       | 平成17年7月1日 庄内町        | 庄内町 |
| 吉岡村             | 吉岡村           | 明治9年 吉岡村           | 五七里村                   | 明治23年10月28日 分立 八栄里村 | 八栄里村                    | 昭和29年12月1日 余目町       | 余目町                       | 平成17年7月1日 庄内町        | 庄内町 |
| 生田新田村         |                  | 明治9年 吉岡村           | 五七里村                   | 明治23年10月28日 分立 八栄里村 | 八栄里村                    | 昭和29年12月1日 余目町       | 余目町                       | 平成17年7月1日 庄内町        | 庄内町 |
| 茗荷瀬村           | 茗荷瀬村         | 茗荷瀬村                 | 五七里村                   | 明治23年10月28日 分立 八栄里村 | 八栄里村                    | 昭和29年12月1日 余目町       | 余目町                       | 平成17年7月1日 庄内町        | 庄内町 |
| 払田村             | 払田村           | 払田村                   | 五七里村                   | 明治23年10月28日 分立 八栄里村 | 八栄里村                    | 昭和29年12月1日 余目町       | 余目町                       | 平成17年7月1日 庄内町        | 庄内町 |
| 島田村             | 島田村           | 島田村                   | 五七里村                   | 明治23年10月28日 分立 八栄里村 | 八栄里村                    | 昭和29年12月1日 余目町       | 余目町                       | 平成17年7月1日 庄内町        | 庄内町 |
| 近江新田村         | 近江新田村       | 近江新田村               | 五七里村                   | 明治23年10月28日 分立 八栄里村 | 八栄里村                    | 昭和29年12月1日 余目町       | 余目町                       | 平成17年7月1日 庄内町        | 庄内町 |
| 主殿新田村         | 主殿新田村       | 主殿新田村               | 十六合村                   | 十六合村                       | 十六合村                    | 昭和29年12月1日 余目町       | 余目町                       | 平成17年7月1日 庄内町        | 庄内町 |
| 南野新田村         | 南野新田村       | 南野新田村               | 十六合村                   | 十六合村                       | 十六合村                    | 昭和29年12月1日 余目町       | 余目町                       | 平成17年7月1日 庄内町        | 庄内町 |
| 福島村             | 福島村           | 福島村                   | 十六合村                   | 十六合村                       | 十六合村                    | 昭和29年12月1日 余目町       | 余目町                       | 平成17年7月1日 庄内町        | 庄内町 |
| 小真木村           | 小真木村         | 明治9年 改称 大真木村    | 十六合村                   | 十六合村                       | 十六合村                    | 昭和29年12月1日 余目町       | 余目町                       | 平成17年7月1日 庄内町        | 庄内町 |
| 中島村             | 中島村           | 明治9年 改称 京島村      | 十六合村                   | 十六合村                       | 十六合村                    | 昭和29年12月1日 余目町       | 余目町                       | 平成17年7月1日 庄内町        | 庄内町 |
| 吉田村             | 吉田村           | 明治9年 返吉村           | 十六合村                   | 十六合村                       | 十六合村                    | 昭和29年12月1日 余目町       | 余目町                       | 平成17年7月1日 庄内町        | 庄内町 |
| 反町村             |                  | 明治9年 返吉村           | 十六合村                   | 十六合村                       | 十六合村                    | 昭和29年12月1日 余目町       | 余目町                       | 平成17年7月1日 庄内町        | 庄内町 |
| 前田野目村         | 前田野目村       | 前田野目村               | 十六合村                   | 十六合村                       | 十六合村                    | 昭和29年12月1日 余目町       | 余目町                       | 平成17年7月1日 庄内町        | 庄内町 |
| 新田目村           | 新田目村         | 明治9年 新田目村         | 十六合村                   | 十六合村                       | 十六合村                    | 昭和29年12月1日 余目町       | 余目町                       | 平成17年7月1日 庄内町        | 庄内町 |
| 三ツ口村           |                  | 明治9年 新田目村         | 十六合村                   | 十六合村                       | 十六合村                    | 昭和29年12月1日 余目町       | 余目町                       | 平成17年7月1日 庄内町        | 庄内町 |
| 本小野方村         | 本小野方村       | 本小野方村               | 十六合村                   | 十六合村                       | 十六合村                    | 昭和29年12月1日 余目町       | 余目町                       | 平成17年7月1日 庄内町        | 庄内町 |
| 吉方村             | 吉方村           | 吉方村                   | 十六合村                   | 十六合村                       | 十六合村                    | 昭和29年12月1日 余目町       | 余目町                       | 平成17年7月1日 庄内町        | 庄内町 |
| 中野村             | 中野村           | 中野村                   | 十六合村                   | 十六合村                       | 十六合村                    | 昭和29年12月1日 余目町       | 余目町                       | 平成17年7月1日 庄内町        | 庄内町 |
| 南興野村           | 南興野村         | 南興野村                 | 十六合村                   | 十六合村                       | 十六合村                    | 昭和29年12月1日 余目町       | 余目町                       | 平成17年7月1日 庄内町        | 庄内町 |
| 境興野村           | 境興野村         | 境興野村                 | 十六合村                   | 十六合村                       | 十六合村                    | 昭和29年12月1日 余目町       | 余目町                       | 平成17年7月1日 庄内町        | 庄内町 |
| 西袋村             | 西袋村           | 西袋村                   | 十六合村                   | 十六合村                       | 十六合村                    | 昭和29年12月1日 余目町       | 余目町                       | 平成17年7月1日 庄内町        | 庄内町 |
| 桑田村             | 桑田村           | 桑田村                   | 十六合村                   | 十六合村                       | 十六合村                    | 昭和29年12月1日 余目町       | 昭和31年10月1日 立川町に編入 | 平成17年7月1日 庄内町        | 庄内町 |
| 千本杉村           | 千本杉村         | 千本杉村                 | 十六合村                   | 十六合村                       | 十六合村                    | 昭和29年12月1日 余目町       | 昭和31年10月1日 立川町に編入 | 平成17年7月1日 庄内町        | 庄内町 |
| 狩川村             | 狩川村           | 明治9年 狩川村           | 狩川村                     | 狩川村                         | 昭和12年4月1日 町制 狩川町  | 昭和29年10月1日 立川町       | 立川町                       | 平成17年7月1日 庄内町        | 庄内町 |
| 貢地目村           |                  | 明治9年 狩川村           | 狩川村                     | 狩川村                         | 昭和12年4月1日 町制 狩川町  | 昭和29年10月1日 立川町       | 立川町                       | 平成17年7月1日 庄内町        | 庄内町 |
| 今新町村           |                  | 明治9年 狩川村           | 狩川村                     | 狩川村                         | 昭和12年4月1日 町制 狩川町  | 昭和29年10月1日 立川町       | 立川町                       | 平成17年7月1日 庄内町        | 庄内町 |
| 東興屋村           |                  | 明治9年 狩川村           | 狩川村                     | 狩川村                         | 昭和12年4月1日 町制 狩川町  | 昭和29年10月1日 立川町       | 立川町                       | 平成17年7月1日 庄内町        | 庄内町 |
| 西興屋村           |                  | 明治9年 狩川村           | 狩川村                     | 狩川村                         | 昭和12年4月1日 町制 狩川町  | 昭和29年10月1日 立川町       | 立川町                       | 平成17年7月1日 庄内町        | 庄内町 |
| 荒鍋新田村         |                  | 明治9年 狩川村           | 狩川村                     | 狩川村                         | 昭和12年4月1日 町制 狩川町  | 昭和29年10月1日 立川町       | 立川町                       | 平成17年7月1日 庄内町        | 庄内町 |
| 添津村             | 添津村           | 添津村                   | 狩川村                     | 狩川村                         | 昭和12年4月1日 町制 狩川町  | 昭和29年10月1日 立川町       | 立川町                       | 平成17年7月1日 庄内町        | 庄内町 |
| 三ヶ沢村           | 三ヶ沢村         | 三ヶ沢村                 | 狩川村                     | 狩川村                         | 昭和12年4月1日 町制 狩川町  | 昭和29年10月1日 立川町       | 立川町                       | 平成17年7月1日 庄内町        | 庄内町 |
| 清川村             | 清川村           | 清川村                   | 狩川村                     | 明治24年4月14日 分立 清川村    | 清川村                      | 昭和29年10月1日 立川町       | 立川町                       | 平成17年7月1日 庄内町        | 庄内町 |
| 大中島村           | 大中島村         | 明治9年 立谷沢村         | 立谷沢村                   | 立谷沢村                       | 立谷沢村                    | 昭和29年10月1日 立川町       | 立川町                       | 平成17年7月1日 庄内町        | 庄内町 |
| 市郎右衛門新田     |                  | 明治9年 立谷沢村         | 立谷沢村                   | 立谷沢村                       | 立谷沢村                    | 昭和29年10月1日 立川町       | 立川町                       | 平成17年7月1日 庄内町        | 庄内町 |
| 瀬場村             |                  | 明治9年 立谷沢村         | 立谷沢村                   | 立谷沢村                       | 立谷沢村                    | 昭和29年10月1日 立川町       | 立川町                       | 平成17年7月1日 庄内町        | 庄内町 |
| 科沢村             | 科沢村           | 科沢村                   | 立谷沢村                   | 立谷沢村                       | 立谷沢村                    | 昭和29年10月1日 立川町       | 立川町                       | 平成17年7月1日 庄内町        | 庄内町 |
| 肝煎村             | 肝煎村           | 明治9年 肝煎村           | 立谷沢村                   | 立谷沢村                       | 立谷沢村                    | 昭和29年10月1日 立川町       | 立川町                       | 平成17年7月1日 庄内町        | 庄内町 |
| 立谷沢村           |                  | 明治9年 肝煎村           | 立谷沢村                   | 立谷沢村                       | 立谷沢村                    | 昭和29年10月1日 立川町       | 立川町                       | 平成17年7月1日 庄内町        | 庄内町 |
| 川原新田村         |                  | 明治9年 肝煎村           | 立谷沢村                   | 立谷沢村                       | 立谷沢村                    | 昭和29年10月1日 立川町       | 立川町                       | 平成17年7月1日 庄内町        | 庄内町 |
| 須部野新田         |                  | 明治9年 肝煎村           | 立谷沢村                   | 立谷沢村                       | 立谷沢村                    | 昭和29年10月1日 立川町       | 立川町                       | 平成17年7月1日 庄内町        | 庄内町 |
| 勝福寺村           | 勝福寺村         | 明治9年 勝福寺村         | 斎村                       | 斎村                           | 斎村                        | 昭和30年4月1日 鶴岡市に編入  | 鶴岡市                       | 平成17年10月1日 鶴岡市の一部 | 鶴岡市 |
| 藤掛村             |                  | 明治9年 勝福寺村         | 斎村                       | 斎村                           | 斎村                        | 昭和30年4月1日 鶴岡市に編入  | 鶴岡市                       | 平成17年10月1日 鶴岡市の一部 | 鶴岡市 |
| 我老林村           | 我老林村         | 我老林村                 | 斎村                       | 斎村                           | 斎村                        | 昭和30年4月1日 鶴岡市に編入  | 鶴岡市                       | 平成17年10月1日 鶴岡市の一部 | 鶴岡市 |
| 斎藤川原村         | 斎藤川原村       | 斎藤川原村               | 斎村                       | 斎村                           | 斎村                        | 昭和30年4月1日 鶴岡市に編入  | 鶴岡市                       | 平成17年10月1日 鶴岡市の一部 | 鶴岡市 |
| 伊勢横内村         | 伊勢横内村       | 伊勢横内村               | 斎村                       | 斎村                           | 斎村                        | 昭和30年4月1日 鶴岡市に編入  | 鶴岡市                       | 平成17年10月1日 鶴岡市の一部 | 鶴岡市 |
| 苗津村             | 苗津村           | 明治9年 苗津村           | 斎村                       | 斎村                           | 斎村                        | 昭和30年4月1日 鶴岡市に編入  | 鶴岡市                       | 平成17年10月1日 鶴岡市の一部 | 鶴岡市 |
| 川村               |                  | 明治9年 苗津村           | 斎村                       | 斎村                           | 斎村                        | 昭和30年4月1日 鶴岡市に編入  | 鶴岡市                       | 平成17年10月1日 鶴岡市の一部 | 鶴岡市 |
| 八ツ興屋村         | 八ツ興屋村       | 八ツ興屋村               | 斎村                       | 斎村                           | 斎村                        | 昭和30年4月1日 鶴岡市に編入  | 鶴岡市                       | 平成17年10月1日 鶴岡市の一部 | 鶴岡市 |
| 藤原村             | 藤原村           | 明治9年 遠賀原村         | 斎村                       | 斎村                           | 斎村                        | 昭和30年4月1日 鶴岡市に編入  | 鶴岡市                       | 平成17年10月1日 鶴岡市の一部 | 鶴岡市 |
| 稲荷村             |                  | 明治9年 遠賀原村         | 斎村                       | 斎村                           | 斎村                        | 昭和30年4月1日 鶴岡市に編入  | 鶴岡市                       | 平成17年10月1日 鶴岡市の一部 | 鶴岡市 |
| 下外内島村         | 下外内島村       | 明治9年 外内島村         | 斎村                       | 斎村                           | 斎村                        | 昭和30年4月1日 鶴岡市に編入  | 鶴岡市                       | 平成17年10月1日 鶴岡市の一部 | 鶴岡市 |
| 信州村             |                  | 明治9年 外内島村         | 斎村                       | 斎村                           | 斎村                        | 昭和30年4月1日 鶴岡市に編入  | 鶴岡市                       | 平成17年10月1日 鶴岡市の一部 | 鶴岡市 |
| 上外内島村         |                  | 明治9年 外内島村         | 斎村                       | 斎村                           | 斎村                        | 昭和30年4月1日 鶴岡市に編入  | 鶴岡市                       | 平成17年10月1日 鶴岡市の一部 | 鶴岡市 |
| 谷定村             | 谷定村           | 谷定村                   | 黄金村                     | 黄金村                         | 黄金村                      | 昭和30年4月1日 鶴岡市に編入  | 鶴岡市                       | 平成17年10月1日 鶴岡市の一部 | 鶴岡市 |
| 金谷村             | 金谷村           | 金谷村                   | 黄金村                     | 黄金村                         | 黄金村                      | 昭和30年4月1日 鶴岡市に編入  | 鶴岡市                       | 平成17年10月1日 鶴岡市の一部 | 鶴岡市 |
| 滝沢村             | 滝沢村           | 滝沢村                   | 黄金村                     | 黄金村                         | 黄金村                      | 昭和30年4月1日 鶴岡市に編入  | 鶴岡市                       | 平成17年10月1日 鶴岡市の一部 | 鶴岡市 |
| 青竜寺村           | 青竜寺村         | 青竜寺村                 | 黄金村                     | 黄金村                         | 黄金村                      | 昭和30年4月1日 鶴岡市に編入  | 鶴岡市                       | 平成17年10月1日 鶴岡市の一部 | 鶴岡市 |
| 山谷村             | 山谷村           | 明治9年 改称 上山谷村    | 黄金村                     | 黄金村                         | 黄金村                      | 昭和30年4月1日 鶴岡市に編入  | 鶴岡市                       | 平成17年10月1日 鶴岡市の一部 | 鶴岡市 |
| 下中島村           | 下中島村         | 明治9年 中橋村           | 黄金村                     | 黄金村                         | 黄金村                      | 昭和30年4月1日 鶴岡市に編入  | 鶴岡市                       | 平成17年10月1日 鶴岡市の一部 | 鶴岡市 |
| 折橋村             |                  | 明治9年 中橋村           | 黄金村                     | 黄金村                         | 黄金村                      | 昭和30年4月1日 鶴岡市に編入  | 鶴岡市                       | 平成17年10月1日 鶴岡市の一部 | 鶴岡市 |
| 上中島村           |                  | 明治9年 中橋村           | 黄金村                     | 黄金村                         | 黄金村                      | 昭和30年4月1日 鶴岡市に編入  | 鶴岡市                       | 平成17年10月1日 鶴岡市の一部 | 鶴岡市 |
| 民田村             | 民田村           | 民田村                   | 黄金村                     | 黄金村                         | 黄金村                      | 昭和30年4月1日 鶴岡市に編入  | 鶴岡市                       | 平成17年10月1日 鶴岡市の一部 | 鶴岡市 |
| 高坂村             | 高坂村           | 明治9年 高坂村           | 黄金村                     | 黄金村                         | 黄金村                      | 昭和30年4月1日 鶴岡市に編入  | 鶴岡市                       | 平成17年10月1日 鶴岡市の一部 | 鶴岡市 |
| 赤坂村             |                  | 明治9年 高坂村           | 黄金村                     | 黄金村                         | 黄金村                      | 昭和30年4月1日 鶴岡市に編入  | 鶴岡市                       | 平成17年10月1日 鶴岡市の一部 | 鶴岡市 |
| 川口村             | 川口村           | 明治9年 寿村             | 黄金村                     | 黄金村                         | 黄金村                      | 昭和30年4月1日 鶴岡市に編入  | 鶴岡市                       | 平成17年10月1日 鶴岡市の一部 | 鶴岡市 |
| 漆原村             |                  | 明治9年 寿村             | 黄金村                     | 黄金村                         | 黄金村                      | 昭和30年4月1日 鶴岡市に編入  | 鶴岡市                       | 平成17年10月1日 鶴岡市の一部 | 鶴岡市 |
| 塩田村             | 一部             | 明治9年 寿村             | 黄金村                     | 黄金村                         | 黄金村                      | 昭和30年4月1日 鶴岡市に編入  | 鶴岡市                       | 平成17年10月1日 鶴岡市の一部 | 鶴岡市 |
| 塩田村             | 大部分           | 明治9年 寿村             | 山添村                     | 山添村                         | 山添村                      | 昭和29年12月1日 櫛引村       | 昭和41年12月1日 町制 櫛引町  | 平成17年10月1日 鶴岡市の一部 | 鶴岡市 |
| 板井川村           | 板井川村         | 板井川村                 | 山添村                     | 山添村                         | 山添村                      | 昭和29年12月1日 櫛引村       | 昭和41年12月1日 町制 櫛引町  | 平成17年10月1日 鶴岡市の一部 | 鶴岡市 |
| 片貝村             | 片貝村           | 明治9年 西片屋村         | 山添村                     | 山添村                         | 山添村                      | 昭和29年12月1日 櫛引村       | 昭和41年12月1日 町制 櫛引町  | 平成17年10月1日 鶴岡市の一部 | 鶴岡市 |
| 興屋村             |                  | 明治9年 西片屋村         | 山添村                     | 山添村                         | 山添村                      | 昭和29年12月1日 櫛引村       | 昭和41年12月1日 町制 櫛引町  | 平成17年10月1日 鶴岡市の一部 | 鶴岡市 |
| 西岩本村           |                  | 明治9年 西片屋村         | 山添村                     | 山添村                         | 山添村                      | 昭和29年12月1日 櫛引村       | 昭和41年12月1日 町制 櫛引町  | 平成17年10月1日 鶴岡市の一部 | 鶴岡市 |
| 東荒屋村           | 東荒屋村         | 東荒屋村                 | 山添村                     | 山添村                         | 山添村                      | 昭和29年12月1日 櫛引村       | 昭和41年12月1日 町制 櫛引町  | 平成17年10月1日 鶴岡市の一部 | 鶴岡市 |
| 西荒屋村           | 西荒屋村         | 西荒屋村                 | 山添村                     | 山添村                         | 山添村                      | 昭和29年12月1日 櫛引村       | 昭和41年12月1日 町制 櫛引町  | 平成17年10月1日 鶴岡市の一部 | 鶴岡市 |
| 中臼井村           | 中臼井村         | 明治9年 常盤木村         | 山添村                     | 山添村                         | 山添村                      | 昭和29年12月1日 櫛引村       | 昭和41年12月1日 町制 櫛引町  | 平成17年10月1日 鶴岡市の一部 | 鶴岡市 |
| 湯殿村             |                  | 明治9年 常盤木村         | 山添村                     | 山添村                         | 山添村                      | 昭和29年12月1日 櫛引村       | 昭和41年12月1日 町制 櫛引町  | 平成17年10月1日 鶴岡市の一部 | 鶴岡市 |
| 大臼井村           |                  | 明治9年 常盤木村         | 山添村                     | 山添村                         | 山添村                      | 昭和29年12月1日 櫛引村       | 昭和41年12月1日 町制 櫛引町  | 平成17年10月1日 鶴岡市の一部 | 鶴岡市 |
| 関口村             |                  | 明治9年 常盤木村         | 山添村                     | 山添村                         | 山添村                      | 昭和29年12月1日 櫛引村       | 昭和41年12月1日 町制 櫛引町  | 平成17年10月1日 鶴岡市の一部 | 鶴岡市 |
| 高橋村             |                  | 明治9年 常盤木村         | 山添村                     | 山添村                         | 山添村                      | 昭和29年12月1日 櫛引村       | 昭和41年12月1日 町制 櫛引町  | 平成17年10月1日 鶴岡市の一部 | 鶴岡市 |
| 備前村             | 備前村           | 備前村                   | 山添村                     | 山添村                         | 山添村                      | 昭和29年12月1日 櫛引村       | 昭和41年12月1日 町制 櫛引町  | 平成17年10月1日 鶴岡市の一部 | 鶴岡市 |
| 丸岡村             | 丸岡村           | 丸岡村                   | 山添村                     | 山添村                         | 山添村                      | 昭和29年12月1日 櫛引村       | 昭和41年12月1日 町制 櫛引町  | 平成17年10月1日 鶴岡市の一部 | 鶴岡市 |
| 中村               | 中村             | 明治9年 改称 中田村      | 山添村                     | 山添村                         | 山添村                      | 昭和29年12月1日 櫛引村       | 昭和41年12月1日 町制 櫛引町  | 平成17年10月1日 鶴岡市の一部 | 鶴岡市 |
| 上桂俣村           | 上桂俣村         | 明治9年 桂荒俣村         | 山添村                     | 山添村                         | 山添村                      | 昭和29年12月1日 櫛引村       | 昭和41年12月1日 町制 櫛引町  | 平成17年10月1日 鶴岡市の一部 | 鶴岡市 |
| 下桂俣村           |                  | 明治9年 桂荒俣村         | 山添村                     | 山添村                         | 山添村                      | 昭和29年12月1日 櫛引村       | 昭和41年12月1日 町制 櫛引町  | 平成17年10月1日 鶴岡市の一部 | 鶴岡市 |
| 備前荒屋敷村       |                  | 明治9年 桂荒俣村         | 山添村                     | 山添村                         | 山添村                      | 昭和29年12月1日 櫛引村       | 昭和41年12月1日 町制 櫛引町  | 平成17年10月1日 鶴岡市の一部 | 鶴岡市 |
| 上山添村           | 上山添村         | 上山添村                 | 山添村                     | 山添村                         | 山添村                      | 昭和29年12月1日 櫛引村       | 昭和41年12月1日 町制 櫛引町  | 平成17年10月1日 鶴岡市の一部 | 鶴岡市 |
| 下山添村           | 下山添村         | 下山添村                 | 山添村                     | 山添村                         | 山添村                      | 昭和29年12月1日 櫛引村       | 昭和41年12月1日 町制 櫛引町  | 平成17年10月1日 鶴岡市の一部 | 鶴岡市 |
| 鳥飼島村           | 鳥飼島村         | 鳥飼島村                 | 山添村                     | 山添村                         | 山添村                      | 昭和29年12月1日 櫛引村       | 昭和41年12月1日 町制 櫛引町  | 平成17年10月1日 鶴岡市の一部 | 鶴岡市 |
| 黒川村             | 黒川村           | 黒川村                   | 黒川村                     | 黒川村                         | 黒川村                      | 昭和29年12月1日 櫛引村       | 昭和41年12月1日 町制 櫛引町  | 平成17年10月1日 鶴岡市の一部 | 鶴岡市 |
| 宝谷村             | 宝谷村           | 宝谷村                   | 黒川村                     | 黒川村                         | 黒川村                      | 昭和29年12月1日 櫛引村       | 昭和41年12月1日 町制 櫛引町  | 平成17年10月1日 鶴岡市の一部 | 鶴岡市 |
| たらのき代村       | たらのき代村     | たらのき代村             | 黒川村                     | 黒川村                         | 黒川村                      | 昭和29年12月1日 櫛引村       | 昭和41年12月1日 町制 櫛引町  | 平成17年10月1日 鶴岡市の一部 | 鶴岡市 |
| 田代村             | 田代村           | 田代村                   | 黒川村                     | 黒川村                         | 黒川村                      | 昭和29年12月1日 櫛引村       | 昭和41年12月1日 町制 櫛引町  | 平成17年10月1日 鶴岡市の一部 | 鶴岡市 |
| 松根村             | 松根村           | 松根村                   | 黒川村                     | 黒川村                         | 黒川村                      | 昭和29年12月1日 櫛引村       | 昭和41年12月1日 町制 櫛引町  | 平成17年10月1日 鶴岡市の一部 | 鶴岡市 |
| 馬渡村             | 上               | 馬渡村                   | 黒川村                     | 黒川村                         | 黒川村                      | 昭和29年12月1日 櫛引村       | 昭和41年12月1日 町制 櫛引町  | 平成17年10月1日 鶴岡市の一部 | 鶴岡市 |
| 馬渡村             | 下               | 馬渡村                   | 広瀬村                     | 広瀬村                         | 広瀬村                      | 昭和30年2月1日 羽黒町        | 羽黒町                       | 平成17年10月1日 鶴岡市の一部 | 鶴岡市 |
| 上野新田村         | 上野新田村       | 上野新田村               | 広瀬村                     | 広瀬村                         | 広瀬村                      | 昭和30年2月1日 羽黒町        | 羽黒町                       | 平成17年10月1日 鶴岡市の一部 | 鶴岡市 |
| 猪俣新田村         | 猪俣新田村       | 猪俣新田村               | 広瀬村                     | 広瀬村                         | 広瀬村                      | 昭和30年2月1日 羽黒町        | 羽黒町                       | 平成17年10月1日 鶴岡市の一部 | 鶴岡市 |
| 高寺村             | 高寺村           | 高寺村                   | 広瀬村                     | 広瀬村                         | 広瀬村                      | 昭和30年2月1日 羽黒町        | 羽黒町                       | 平成17年10月1日 鶴岡市の一部 | 鶴岡市 |
| 後田村             | 後田村           | 明治9年 後田村           | 広瀬村                     | 広瀬村                         | 広瀬村                      | 昭和30年2月1日 羽黒町        | 羽黒町                       | 平成17年10月1日 鶴岡市の一部 | 鶴岡市 |
| 中島村             |                  | 明治9年 後田村           | 広瀬村                     | 広瀬村                         | 広瀬村                      | 昭和30年2月1日 羽黒町        | 羽黒町                       | 平成17年10月1日 鶴岡市の一部 | 鶴岡市 |
| 松尾村             | 松尾村           | 明治9年 松尾村           | 広瀬村                     | 広瀬村                         | 広瀬村                      | 昭和30年2月1日 羽黒町        | 羽黒町                       | 平成17年10月1日 鶴岡市の一部 | 鶴岡市 |
| 西川原村           |                  | 明治9年 松尾村           | 広瀬村                     | 広瀬村                         | 広瀬村                      | 昭和30年2月1日 羽黒町        | 羽黒町                       | 平成17年10月1日 鶴岡市の一部 | 鶴岡市 |
| 東川原村           |                  | 明治9年 松尾村           | 広瀬村                     | 広瀬村                         | 広瀬村                      | 昭和30年2月1日 羽黒町        | 羽黒町                       | 平成17年10月1日 鶴岡市の一部 | 鶴岡市 |
| 赤川村             | 赤川村           | 赤川村                   | 広瀬村                     | 広瀬村                         | 広瀬村                      | 昭和30年2月1日 羽黒町        | 羽黒町                       | 平成17年10月1日 鶴岡市の一部 | 鶴岡市 |
| 細谷村             | 細谷村           | 明治9年 細谷村           | 広瀬村                     | 広瀬村                         | 広瀬村                      | 昭和30年2月1日 羽黒町        | 羽黒町                       | 平成17年10月1日 鶴岡市の一部 | 鶴岡市 |
| 押口村             |                  | 明治9年 細谷村           | 広瀬村                     | 広瀬村                         | 広瀬村                      | 昭和30年2月1日 羽黒町        | 羽黒町                       | 平成17年10月1日 鶴岡市の一部 | 鶴岡市 |
| 三ツ橋村           | 三ツ橋村         | 三ツ橋村                 | 広瀬村                     | 広瀬村                         | 広瀬村                      | 昭和30年2月1日 羽黒町        | 羽黒町                       | 平成17年10月1日 鶴岡市の一部 | 鶴岡市 |
| 狩谷野目村         | 狩谷野目村       | 狩谷野目村               | 広瀬村                     | 広瀬村                         | 広瀬村                      | 昭和30年2月1日 羽黒町        | 羽黒町                       | 平成17年10月1日 鶴岡市の一部 | 鶴岡市 |
| 石野新田村         | 石野新田村       | 石野新田村               | 広瀬村                     | 広瀬村                         | 広瀬村                      | 昭和30年2月1日 羽黒町        | 羽黒町                       | 平成17年10月1日 鶴岡市の一部 | 鶴岡市 |
| 富沢村             | 富沢村           | 富沢村                   | 広瀬村                     | 広瀬村                         | 広瀬村                      | 昭和30年2月1日 羽黒町        | 羽黒町                       | 平成17年10月1日 鶴岡市の一部 | 鶴岡市 |
| 昼田村             | 昼田村           | 昼田村                   | 広瀬村                     | 広瀬村                         | 広瀬村                      | 昭和30年2月1日 羽黒町        | 羽黒町                       | 平成17年10月1日 鶴岡市の一部 | 鶴岡市 |
| 仙道村             | 仙道村           | 仙道村                   | 泉村                       | 泉村                           | 泉村                        | 昭和30年2月1日 羽黒町        | 羽黒町                       | 平成17年10月1日 鶴岡市の一部 | 鶴岡市 |
| 野田村             | 野田村           | 野田村                   | 泉村                       | 泉村                           | 泉村                        | 昭和30年2月1日 羽黒町        | 羽黒町                       | 平成17年10月1日 鶴岡市の一部 | 鶴岡市 |
| 増川新田村         | 増川新田村       | 増川新田村               | 泉村                       | 泉村                           | 泉村                        | 昭和30年2月1日 羽黒町        | 羽黒町                       | 平成17年10月1日 鶴岡市の一部 | 鶴岡市 |
| 川代村             | 川代村           | 明治9年 川代村           | 泉村                       | 泉村                           | 泉村                        | 昭和30年2月1日 羽黒町        | 羽黒町                       | 平成17年10月1日 鶴岡市の一部 | 鶴岡市 |
| 真木坂村           |                  | 明治9年 川代村           | 泉村                       | 泉村                           | 泉村                        | 昭和30年2月1日 羽黒町        | 羽黒町                       | 平成17年10月1日 鶴岡市の一部 | 鶴岡市 |
| 国見村             | 国見村           | 明治9年 玉川村           | 泉村                       | 泉村                           | 泉村                        | 昭和30年2月1日 羽黒町        | 羽黒町                       | 平成17年10月1日 鶴岡市の一部 | 鶴岡市 |
| 村杉番村           |                  | 明治9年 玉川村           | 泉村                       | 泉村                           | 泉村                        | 昭和30年2月1日 羽黒町        | 羽黒町                       | 平成17年10月1日 鶴岡市の一部 | 鶴岡市 |
| 大口村             | 大口村           | 大口村                   | 泉村                       | 泉村                           | 泉村                        | 昭和30年2月1日 羽黒町        | 羽黒町                       | 平成17年10月1日 鶴岡市の一部 | 鶴岡市 |
| 市野山村           | 市野山村         | 市野山村                 | 泉村                       | 泉村                           | 泉村                        | 昭和30年2月1日 羽黒町        | 羽黒町                       | 平成17年10月1日 鶴岡市の一部 | 鶴岡市 |
| 外野村             | 外野村           | 明治9年 戸野村           | 泉村                       | 泉村                           | 泉村                        | 昭和30年2月1日 羽黒町        | 羽黒町                       | 平成17年10月1日 鶴岡市の一部 | 鶴岡市 |
| 野荒町村           | 野荒町村         | 野荒町村                 | 泉村                       | 泉村                           | 泉村                        | 昭和30年2月1日 羽黒町        | 羽黒町                       | 平成17年10月1日 鶴岡市の一部 | 鶴岡市 |
| 荒川村             | 荒川村           | 明治9年 荒川村           | 泉村                       | 泉村                           | 泉村                        | 昭和30年2月1日 羽黒町        | 羽黒町                       | 平成17年10月1日 鶴岡市の一部 | 鶴岡市 |
| 鎌田村             |                  | 明治9年 荒川村           | 泉村                       | 泉村                           | 泉村                        | 昭和30年2月1日 羽黒町        | 羽黒町                       | 平成17年10月1日 鶴岡市の一部 | 鶴岡市 |
| 西荒川村           |                  | 明治9年 荒川村           | 泉村                       | 泉村                           | 泉村                        | 昭和30年2月1日 羽黒町        | 羽黒町                       | 平成17年10月1日 鶴岡市の一部 | 鶴岡市 |
| 町屋村             | 町屋村           | 明治9年 町屋村           | 泉村                       | 泉村                           | 泉村                        | 昭和30年2月1日 羽黒町        | 羽黒町                       | 平成17年10月1日 鶴岡市の一部 | 鶴岡市 |
| 田屋村             |                  | 明治9年 町屋村           | 泉村                       | 泉村                           | 泉村                        | 昭和30年2月1日 羽黒町        | 羽黒町                       | 平成17年10月1日 鶴岡市の一部 | 鶴岡市 |
| 金森目村           | 金森目村         | 金森目村                 | 泉村                       | 泉村                           | 泉村                        | 昭和30年2月1日 羽黒町        | 羽黒町                       | 平成17年10月1日 鶴岡市の一部 | 鶴岡市 |
| 中村               | 中村             | 明治9年 小増川村         | 泉村                       | 泉村                           | 泉村                        | 昭和30年2月1日 羽黒町        | 羽黒町                       | 平成17年10月1日 鶴岡市の一部 | 鶴岡市 |
| 谷地楯村           |                  | 明治9年 小増川村         | 泉村                       | 泉村                           | 泉村                        | 昭和30年2月1日 羽黒町        | 羽黒町                       | 平成17年10月1日 鶴岡市の一部 | 鶴岡市 |
| 興屋村             | 興屋村           | 明治9年 改称 染興屋村    | 泉村                       | 泉村                           | 泉村                        | 昭和30年2月1日 羽黒町        | 羽黒町                       | 平成17年10月1日 鶴岡市の一部 | 鶴岡市 |
| 川行村             | 川行村           | 川行村                   | 泉村                       | 泉村                           | 泉村                        | 昭和30年2月1日 羽黒町        | 羽黒町                       | 平成17年10月1日 鶴岡市の一部 | 鶴岡市 |
| 中里村             | 中里村           | 中里村                   | 泉村                       | 泉村                           | 泉村                        | 昭和30年2月1日 羽黒町        | 羽黒町                       | 平成17年10月1日 鶴岡市の一部 | 鶴岡市 |
| 手向村             | 手向村           | 手向村                   | 手向村                     | 手向村                         | 手向村                      | 昭和30年2月1日 羽黒町        | 羽黒町                       | 平成17年10月1日 鶴岡市の一部 | 鶴岡市 |
| 大鳥村             | 大鳥村           | 大鳥村                   | 大泉村                     | 大泉村                         | 大泉村                      | 昭和29年8月1日 朝日村        | 朝日村                       | 平成17年10月1日 鶴岡市の一部 | 鶴岡市 |
| 荒沢村             | 荒沢村           | 荒沢村                   | 大泉村                     | 大泉村                         | 大泉村                      | 昭和29年8月1日 朝日村        | 朝日村                       | 平成17年10月1日 鶴岡市の一部 | 鶴岡市 |
| 上田沢村           | 上田沢村         | 上田沢村                 | 大泉村                     | 大泉村                         | 大泉村                      | 昭和29年8月1日 朝日村        | 朝日村                       | 平成17年10月1日 鶴岡市の一部 | 鶴岡市 |
| 下田沢村           | 下田沢村         | 明治9年 下田沢村         | 大泉村                     | 大泉村                         | 大泉村                      | 昭和29年8月1日 朝日村        | 朝日村                       | 平成17年10月1日 鶴岡市の一部 | 鶴岡市 |
| 大平村             |                  | 明治9年 下田沢村         | 大泉村                     | 大泉村                         | 大泉村                      | 昭和29年8月1日 朝日村        | 朝日村                       | 平成17年10月1日 鶴岡市の一部 | 鶴岡市 |
| 倉沢村             | 倉沢村           | 明治9年 倉沢村           | 大泉村                     | 大泉村                         | 大泉村                      | 昭和29年8月1日 朝日村        | 朝日村                       | 平成17年10月1日 鶴岡市の一部 | 鶴岡市 |
| 仙納村             |                  | 明治9年 倉沢村           | 大泉村                     | 大泉村                         | 大泉村                      | 昭和29年8月1日 朝日村        | 朝日村                       | 平成17年10月1日 鶴岡市の一部 | 鶴岡市 |
| 松沢村             | 松沢村           | 松沢村                   | 大泉村                     | 大泉村                         | 大泉村                      | 昭和29年8月1日 朝日村        | 朝日村                       | 平成17年10月1日 鶴岡市の一部 | 鶴岡市 |
| 大針村             | 大針村           | 明治9年 大針村           | 本郷村                     | 本郷村                         | 本郷村                      | 昭和29年8月1日 朝日村        | 朝日村                       | 平成17年10月1日 鶴岡市の一部 | 鶴岡市 |
| 川上村             |                  | 明治9年 大針村           | 本郷村                     | 本郷村                         | 本郷村                      | 昭和29年8月1日 朝日村        | 朝日村                       | 平成17年10月1日 鶴岡市の一部 | 鶴岡市 |
| 砂川村             | 砂川村           | 砂川村                   | 本郷村                     | 本郷村                         | 本郷村                      | 昭和29年8月1日 朝日村        | 朝日村                       | 平成17年10月1日 鶴岡市の一部 | 鶴岡市 |
| 行沢村             | 行沢村           | 行沢村                   | 本郷村                     | 本郷村                         | 本郷村                      | 昭和29年8月1日 朝日村        | 朝日村                       | 平成17年10月1日 鶴岡市の一部 | 鶴岡市 |
| 本郷村             | 本郷村           | 明治9年 本郷村           | 本郷村                     | 本郷村                         | 本郷村                      | 昭和29年8月1日 朝日村        | 朝日村                       | 平成17年10月1日 鶴岡市の一部 | 鶴岡市 |
| 小綱木村           |                  | 明治9年 本郷村           | 本郷村                     | 本郷村                         | 本郷村                      | 昭和29年8月1日 朝日村        | 朝日村                       | 平成17年10月1日 鶴岡市の一部 | 鶴岡市 |
| 上名川村           | 上名川村         | 上名川村                 | 本郷村                     | 本郷村                         | 本郷村                      | 昭和29年8月1日 朝日村        | 朝日村                       | 平成17年10月1日 鶴岡市の一部 | 鶴岡市 |
| 下名川村           | 下名川村         | 下名川村                 | 本郷村                     | 本郷村                         | 本郷村                      | 昭和29年8月1日 朝日村        | 朝日村                       | 平成17年10月1日 鶴岡市の一部 | 鶴岡市 |
| 熊出村             | 熊出村           | 熊出村                   | 本郷村                     | 本郷村                         | 本郷村                      | 昭和29年8月1日 朝日村        | 朝日村                       | 平成17年10月1日 鶴岡市の一部 | 鶴岡市 |
| 田麦俣村           | 田麦俣村         | 田麦俣村                 | 東村                       | 東村                           | 東村                        | 昭和29年8月1日 朝日村        | 朝日村                       | 平成17年10月1日 鶴岡市の一部 | 鶴岡市 |
| 大網村             | 大網村           | 大網村                   | 東村                       | 東村                           | 東村                        | 昭和29年8月1日 朝日村        | 朝日村                       | 平成17年10月1日 鶴岡市の一部 | 鶴岡市 |
| 越中山村           | 越中山村         | 越中山村                 | 東村                       | 東村                           | 東村                        | 昭和29年8月1日 朝日村        | 朝日村                       | 平成17年10月1日 鶴岡市の一部 | 鶴岡市 |
| 中野新田村         | 中野新田村       | 中野新田村               | 東村                       | 東村                           | 東村                        | 昭和29年8月1日 朝日村        | 朝日村                       | 平成17年10月1日 鶴岡市の一部 | 鶴岡市 |
| 東岩本村           | 東岩本村         | 東岩本村                 | 東村                       | 東村                           | 東村                        | 昭和29年8月1日 朝日村        | 朝日村                       | 平成17年10月1日 鶴岡市の一部 | 鶴岡市 |
| 須走村             | 須走村           | 須走村                   | 藤島村                     | 藤島村                         | 大正11年5月10日 町制 藤島町 | 昭和29年12月1日 藤島町       | 藤島町                       | 平成17年10月1日 鶴岡市の一部 | 鶴岡市 |
| 下七曲村           | 下七曲村         | 明治9年 三和村           | 藤島村                     | 藤島村                         | 大正11年5月10日 町制 藤島町 | 昭和29年12月1日 藤島町       | 藤島町                       | 平成17年10月1日 鶴岡市の一部 | 鶴岡市 |
| 上七曲村           |                  | 明治9年 三和村           | 藤島村                     | 藤島村                         | 大正11年5月10日 町制 藤島町 | 昭和29年12月1日 藤島町       | 藤島町                       | 平成17年10月1日 鶴岡市の一部 | 鶴岡市 |
| 四ツ興屋村         |                  | 明治9年 三和村           | 藤島村                     | 藤島村                         | 大正11年5月10日 町制 藤島町 | 昭和29年12月1日 藤島町       | 藤島町                       | 平成17年10月1日 鶴岡市の一部 | 鶴岡市 |
| 西荒屋村           | 西荒屋村         | 明治9年 改称 藤岡村      | 藤島村                     | 藤島村                         | 大正11年5月10日 町制 藤島町 | 昭和29年12月1日 藤島町       | 藤島町                       | 平成17年10月1日 鶴岡市の一部 | 鶴岡市 |
| 古郡村             | 古郡村           | 古郡村                   | 藤島村                     | 藤島村                         | 大正11年5月10日 町制 藤島町 | 昭和29年12月1日 藤島町       | 藤島町                       | 平成17年10月1日 鶴岡市の一部 | 鶴岡市 |
| 大川渡村           | 大川渡村         | 大川渡村                 | 藤島村                     | 藤島村                         | 大正11年5月10日 町制 藤島町 | 昭和29年12月1日 藤島町       | 藤島町                       | 平成17年10月1日 鶴岡市の一部 | 鶴岡市 |
| 野田目村           | 野田目村         | 野田目村                 | 藤島村                     | 藤島村                         | 大正11年5月10日 町制 藤島町 | 昭和29年12月1日 藤島町       | 藤島町                       | 平成17年10月1日 鶴岡市の一部 | 鶴岡市 |
| 越後京田村         | 越後京田村       | 越後京田村               | 藤島村                     | 藤島村                         | 大正11年5月10日 町制 藤島町 | 昭和29年12月1日 藤島町       | 藤島町                       | 平成17年10月1日 鶴岡市の一部 | 鶴岡市 |
| 谷地興屋村         | 谷地興屋村       | 谷地興屋村               | 藤島村                     | 藤島村                         | 大正11年5月10日 町制 藤島町 | 昭和29年12月1日 藤島町       | 藤島町                       | 平成17年10月1日 鶴岡市の一部 | 鶴岡市 |
| 藤島村             | 藤島村           | 藤島村                   | 藤島村                     | 藤島村                         | 大正11年5月10日 町制 藤島町 | 昭和29年12月1日 藤島町       | 藤島町                       | 平成17年10月1日 鶴岡市の一部 | 鶴岡市 |
| 下中野目村         | 旧工藤村以外     | 下中野目村               | 藤島村                     | 藤島村                         | 大正11年5月10日 町制 藤島町 | 昭和29年12月1日 藤島町       | 藤島町                       | 平成17年10月1日 鶴岡市の一部 | 鶴岡市 |
| 下中野目村         | 旧工藤村         | 下中野目村               | 東栄村                     | 東栄村                         | 東栄村                      | 昭和29年12月1日 藤島町       | 藤島町                       | 平成17年10月1日 鶴岡市の一部 | 鶴岡市 |
| 無音村             | 無音村           | 無音村                   | 東栄村                     | 東栄村                         | 東栄村                      | 昭和29年12月1日 藤島町       | 藤島町                       | 平成17年10月1日 鶴岡市の一部 | 鶴岡市 |
| 楪村               | 楪村             | 楪村                     | 東栄村                     | 東栄村                         | 東栄村                      | 昭和29年12月1日 藤島町       | 藤島町                       | 平成17年10月1日 鶴岡市の一部 | 鶴岡市 |
| 関根村             | 関根村           | 関根村                   | 東栄村                     | 東栄村                         | 東栄村                      | 昭和29年12月1日 藤島町       | 藤島町                       | 平成17年10月1日 鶴岡市の一部 | 鶴岡市 |
| 添川村             | 添川村           | 添川村                   | 東栄村                     | 東栄村                         | 東栄村                      | 昭和29年12月1日 藤島町       | 藤島町                       | 平成17年10月1日 鶴岡市の一部 | 鶴岡市 |
| 鷺畑村             | 鷺畑村           | 鷺畑村                   | 東栄村                     | 東栄村                         | 東栄村                      | 昭和29年12月1日 藤島町       | 藤島町                       | 平成17年10月1日 鶴岡市の一部 | 鶴岡市 |
| 川尻村             | 川尻村           | 川尻村                   | 東栄村                     | 東栄村                         | 東栄村                      | 昭和29年12月1日 藤島町       | 藤島町                       | 平成17年10月1日 鶴岡市の一部 | 鶴岡市 |
| 平足村             | 平足村           | 平足村                   | 東栄村                     | 東栄村                         | 東栄村                      | 昭和29年12月1日 藤島町       | 藤島町                       | 平成17年10月1日 鶴岡市の一部 | 鶴岡市 |
| 上中野目村         | 上中野目村       | 上中野目村               | 東栄村                     | 東栄村                         | 東栄村                      | 昭和29年12月1日 藤島町       | 藤島町                       | 平成17年10月1日 鶴岡市の一部 | 鶴岡市 |
| 蛸井興屋村         | 蛸井興屋村       | 蛸井興屋村               | 東栄村                     | 東栄村                         | 東栄村                      | 昭和29年12月1日 藤島町       | 藤島町                       | 平成17年10月1日 鶴岡市の一部 | 鶴岡市 |
| 東堀越村           | 東堀越村         | 東堀越村                 | 東栄村                     | 東栄村                         | 東栄村                      | 昭和29年12月1日 藤島町       | 藤島町                       | 平成17年10月1日 鶴岡市の一部 | 鶴岡市 |
| 長沼村             | 長沼村           | 明治9年 長沼村           | 長沼村                     | 長沼村                         | 長沼村                      | 昭和29年12月1日 藤島町       | 藤島町                       | 平成17年10月1日 鶴岡市の一部 | 鶴岡市 |
| 十文字村           |                  | 明治9年 長沼村           | 長沼村                     | 長沼村                         | 長沼村                      | 昭和29年12月1日 藤島町       | 藤島町                       | 平成17年10月1日 鶴岡市の一部 | 鶴岡市 |
| 八色木村           | 八色木村         | 八色木村                 | 八栄島村                   | 八栄島村                       | 八栄島村                    | 昭和29年12月1日 藤島町       | 藤島町                       | 平成17年10月1日 鶴岡市の一部 | 鶴岡市 |
| 落野目村           | 落野目村         | 明治9年 改称 豊栄村      | 八栄島村                   | 八栄島村                       | 八栄島村                    | 昭和29年12月1日 藤島町       | 藤島町                       | 平成17年10月1日 鶴岡市の一部 | 鶴岡市 |
| 小中島村           | 小中島村         | 小中島村                 | 八栄島村                   | 八栄島村                       | 八栄島村                    | 昭和29年12月1日 藤島町       | 藤島町                       | 平成17年10月1日 鶴岡市の一部 | 鶴岡市 |
| 柳久瀬村           | 柳久瀬村         | 柳久瀬村                 | 渡前村                     | 渡前村                         | 渡前村                      | 昭和30年1月10日 藤島町に編入 | 藤島町                       | 平成17年10月1日 鶴岡市の一部 | 鶴岡市 |
| 荒俣村             | 荒俣村           | 荒俣村                   | 渡前村                     | 渡前村                         | 渡前村                      | 昭和30年1月10日 藤島町に編入 | 藤島町                       | 平成17年10月1日 鶴岡市の一部 | 鶴岡市 |
| 箕升新田村         | 箕升新田村       | 箕升新田村               | 渡前村                     | 渡前村                         | 渡前村                      | 昭和30年1月10日 藤島町に編入 | 藤島町                       | 平成17年10月1日 鶴岡市の一部 | 鶴岡市 |
| 東渡前村           | 東渡前村         | 明治9年 渡前村           | 渡前村                     | 渡前村                         | 渡前村                      | 昭和30年1月10日 藤島町に編入 | 藤島町                       | 平成17年10月1日 鶴岡市の一部 | 鶴岡市 |
| 西渡前村           |                  | 明治9年 渡前村           | 渡前村                     | 渡前村                         | 渡前村                      | 昭和30年1月10日 藤島町に編入 | 藤島町                       | 平成17年10月1日 鶴岡市の一部 | 鶴岡市 |
| 平形村             | 平形村           | 平形村                   | 渡前村                     | 渡前村                         | 渡前村                      | 昭和30年1月10日 藤島町に編入 | 藤島町                       | 平成17年10月1日 鶴岡市の一部 | 鶴岡市 |
| 新屋敷村           | 新屋敷村         | 新屋敷村                 | 渡前村                     | 渡前村                         | 渡前村                      | 昭和30年1月10日 藤島町に編入 | 藤島町                       | 平成17年10月1日 鶴岡市の一部 | 鶴岡市 |
| 上藤島村           | 上藤島村         | 上藤島村                 | 渡前村                     | 渡前村                         | 渡前村                      | 昭和30年1月10日 藤島町に編入 | 藤島町                       | 平成17年10月1日 鶴岡市の一部 | 鶴岡市 |
| 和名川村           | 和名川村         | 和名川村                 | 渡前村                     | 渡前村                         | 渡前村                      | 昭和30年1月10日 藤島町に編入 | 藤島町                       | 平成17年10月1日 鶴岡市の一部 | 鶴岡市 |
| 砂塚村             | 砂塚村           | 砂塚村                   | 渡前村                     | 渡前村                         | 渡前村                      | 昭和30年1月10日 藤島町に編入 | 藤島町                       | 平成17年10月1日 鶴岡市の一部 | 鶴岡市 |
| 幕野内村           | 幕野内村         | 幕野内村                 | 渡前村                     | 渡前村                         | 渡前村                      | 昭和30年1月10日 藤島町に編入 | 藤島町                       | 平成17年10月1日 鶴岡市の一部 | 鶴岡市 |
| 大半田村           | 大部分           | 大半田村                 | 渡前村                     | 渡前村                         | 渡前村                      | 昭和30年1月10日 藤島町に編入 | 藤島町                       | 平成17年10月1日 鶴岡市の一部 | 鶴岡市 |
| 大半田村           | 一部             | 大半田村                 | 横山村                     | 横山村                         | 横山村                      | 昭和30年1月1日 三川村        | 昭和43年6月1日 町制 三川町   | 三川町                       | 三川町 |
| 助川村             | 助川村           | 助川村                   | 横山村                     | 横山村                         | 横山村                      | 昭和30年1月1日 三川村        | 昭和43年6月1日 町制 三川町   | 三川町                       | 三川町 |
| 堤野村             | 堤野村           | 明治9年 堤野村           | 横山村                     | 横山村                         | 横山村                      | 昭和30年1月1日 三川村        | 昭和43年6月1日 町制 三川町   | 三川町                       | 三川町 |
| 幕野内新田村       |                  | 明治9年 堤野村           | 横山村                     | 横山村                         | 横山村                      | 昭和30年1月1日 三川村        | 昭和43年6月1日 町制 三川町   | 三川町                       | 三川町 |
| 横内村             | 横内村           | 横内村                   | 横山村                     | 横山村                         | 横山村                      | 昭和30年1月1日 三川村        | 昭和43年6月1日 町制 三川町   | 三川町                       | 三川町 |
| 竹原田村           | 竹原田村         | 竹原田村                 | 横山村                     | 横山村                         | 横山村                      | 昭和30年1月1日 三川村        | 昭和43年6月1日 町制 三川町   | 三川町                       | 三川町 |
| 菱沼村             | 菱沼村           | 菱沼村                   | 横山村                     | 横山村                         | 横山村                      | 昭和30年1月1日 三川村        | 昭和43年6月1日 町制 三川町   | 三川町                       | 三川町 |
| 加藤村             | 加藤村           | 加藤村                   | 横山村                     | 横山村                         | 横山村                      | 昭和30年1月1日 三川村        | 昭和43年6月1日 町制 三川町   | 三川町                       | 三川町 |
| 小尺村             | 小尺村           | 小尺村                   | 横山村                     | 横山村                         | 横山村                      | 昭和30年1月1日 三川村        | 昭和43年6月1日 町制 三川町   | 三川町                       | 三川町 |
| 横川村             | 横川村           | 横川村                   | 横山村                     | 横山村                         | 横山村                      | 昭和30年1月1日 三川村        | 昭和43年6月1日 町制 三川町   | 三川町                       | 三川町 |
| 横川新田村         | 横川新田村       | 横川新田村               | 横山村                     | 横山村                         | 横山村                      | 昭和30年1月1日 三川村        | 昭和43年6月1日 町制 三川町   | 三川町                       | 三川町 |
| 横山村             | 横山村           | 横山村                   | 横山村                     | 横山村                         | 横山村                      | 昭和30年1月1日 三川村        | 昭和43年6月1日 町制 三川町   | 三川町                       | 三川町 |
| 押切新田村         | 押切新田村       | 押切新田村               | 押切村                     | 押切村                         | 押切村                      | 昭和30年1月1日 三川村        | 昭和43年6月1日 町制 三川町   | 三川町                       | 三川町 |
| 上土口村           | 上土口村         | 明治9年 土口村           | 押切村                     | 押切村                         | 押切村                      | 昭和30年1月1日 三川村        | 昭和43年6月1日 町制 三川町   | 三川町                       | 三川町 |
| 下土口村           |                  | 明治9年 土口村           | 押切村                     | 押切村                         | 押切村                      | 昭和30年1月1日 三川村        | 昭和43年6月1日 町制 三川町   | 三川町                       | 三川町 |
| 尾花村             | 尾花村           | 明治9年 神花村           | 西田川郡 東郷村            | 西田川郡 東郷村                | 西田川郡 東郷村             | 昭和30年1月1日 三川村        | 昭和43年6月1日 町制 三川町   | 三川町                       | 三川町 |
| 天神堂村           |                  | 明治9年 神花村           | 西田川郡 東郷村            | 西田川郡 東郷村                | 西田川郡 東郷村             | 昭和30年1月1日 三川村        | 昭和43年6月1日 町制 三川町   | 三川町                       | 三川町 |
| 猪子村             | 猪子村           | 猪子村                   | 西田川郡 東郷村            | 西田川郡 東郷村                | 西田川郡 東郷村             | 昭和30年1月1日 三川村        | 昭和43年6月1日 町制 三川町   | 三川町                       | 三川町 |
| 成田新田村         | 成田新田村       | 成田新田村               | 西田川郡 東郷村            | 西田川郡 東郷村                | 西田川郡 東郷村             | 昭和30年1月1日 三川村        | 昭和43年6月1日 町制 三川町   | 三川町                       | 三川町 |
| 青山村             | 青山村           | 青山村                   | 西田川郡 東郷村            | 西田川郡 東郷村                | 西田川郡 東郷村             | 昭和30年1月1日 三川村        | 昭和43年6月1日 町制 三川町   | 三川町                       | 三川町 |
| 東沼村             | 東沼村           | 東沼村                   | 西田川郡 東郷村            | 西田川郡 東郷村                | 西田川郡 東郷村             | 昭和30年1月1日 三川村        | 昭和43年6月1日 町制 三川町   | 三川町                       | 三川町 |
| 善阿弥村           | 善阿弥村         | 善阿弥村                 | 西田川郡 東郷村            | 西田川郡 東郷村                | 西田川郡 東郷村             | 昭和30年1月1日 三川村        | 昭和43年6月1日 町制 三川町   | 三川町                       | 三川町 |
| 角田二口村         | 角田二口村       | 角田二口村               | 西田川郡 東郷村            | 西田川郡 東郷村                | 西田川郡 東郷村             | 昭和30年1月1日 三川村        | 昭和43年6月1日 町制 三川町   | 三川町                       | 三川町 |

## 行政

### 歴代郡長
| 代 | 氏名     | 就任年月日                | 退任年月日                | 備考                 |
| -- | -------- | ------------------------- | ------------------------- | -------------------- |
| 1  | 木村順蔵 | 1878年（明治11年）11月1日 | 1880年（明治13年）3月20日 | 東田川郡発足         |
| 2  | 氏家直綱 | 1880年（明治13年）3月20日 | 1880年（明治13年）4月5日  |                      |
| 3  | 長沢惟和 | 1880年（明治13年）4月5日  | 1882年（明治15年）2月13日 |                      |
| 4  | 吉見輝   | 1882年（明治15年）4月7日  | 1883年（明治16年）4月5日  |                      |
| 5  | 朝倉政治 | 1883年（明治16年）4月5日  | 1883年（明治16年）6月7日  |                      |
| 6  | 石井武雄 | 1883年（明治16年）8月6日  | 1886年（明治19年）2月9日  |                      |
| 7  | 黒金泰乗 | 1886年（明治19年）2月9日  | 1886年（明治19年）2月22日 |                      |
| 8  | 佐藤志郎 | 1886年（明治19年）2月22日 | 1886年（明治19年）8月     |                      |
| 9  | 脇他三郎 | 1886年（明治19年）8月28日 | 1889年（明治22年）1月24日 |                      |
| 10 | 小林長徳 | 1889年（明治22年）1月24日 | 1891年（明治24年）1月28日 |                      |
| 11 | 相良守典 | 1891年（明治24年）1月28日 | 1898年（明治31年）8月31日 |                      |
| 12 | 関原弥里 | 1898年（明治31年）8月31日 | 1914年（大正3年）10月30日 |                      |
| 13 | 中里重吉 | 1914年（大正3年）10月30日 | 1920年（大正9年）9月16日  |                      |
| 14 | 朝岡勇雄 | 1920年（大正9年）9月16日  | 1923年（大正12年）3月15日 |                      |
| 15 | 菊池角馬 | 1923年（大正12年）3月15日 | 1926年（大正15年）5月     |                      |
| 16 | 可児友三 | 1926年（大正15年）5月5日  | 1926年（大正15年）6月30日 | 郡役所廃止により廃官 |

### 電気事業
1912年（明治45年）から郡営電気事業が始まった。郡制が廃止となった1923年（大正12年）に東田川郡藤島町外三十七ヶ村電気事業組合に引き継がれ、のち1943年（昭和18年）に東北配電株式会社へ出資譲渡された。